# سكالسيا متباعدة
سكالسيا متباعدة (الاسم العلمي:Scalesia divisa) هي نوع غير مؤكد من النباتات تتبع جنس السكالسيا من الفصيلة النجمية.